# Río San San
El río San San es un río que desemboca en el mar Caribe, en la provincia de Bocas del Toro, al noroeste de Panamá. Mide 37,3 km de largo y su cuenca es de 222,5 km². Se encuentra entre los ríos Changuinola y Sixaola.
Tiene poca profundidad y en su desembocadura, hay una barrera de arena que forma una laguna costera. En dicho río se encuentra el manatí, un mamífero en peligro de extinción.